# Híres esztergomiak listája
Ez az Esztergomhoz köthető híres személyek listája.

## Itt születtek

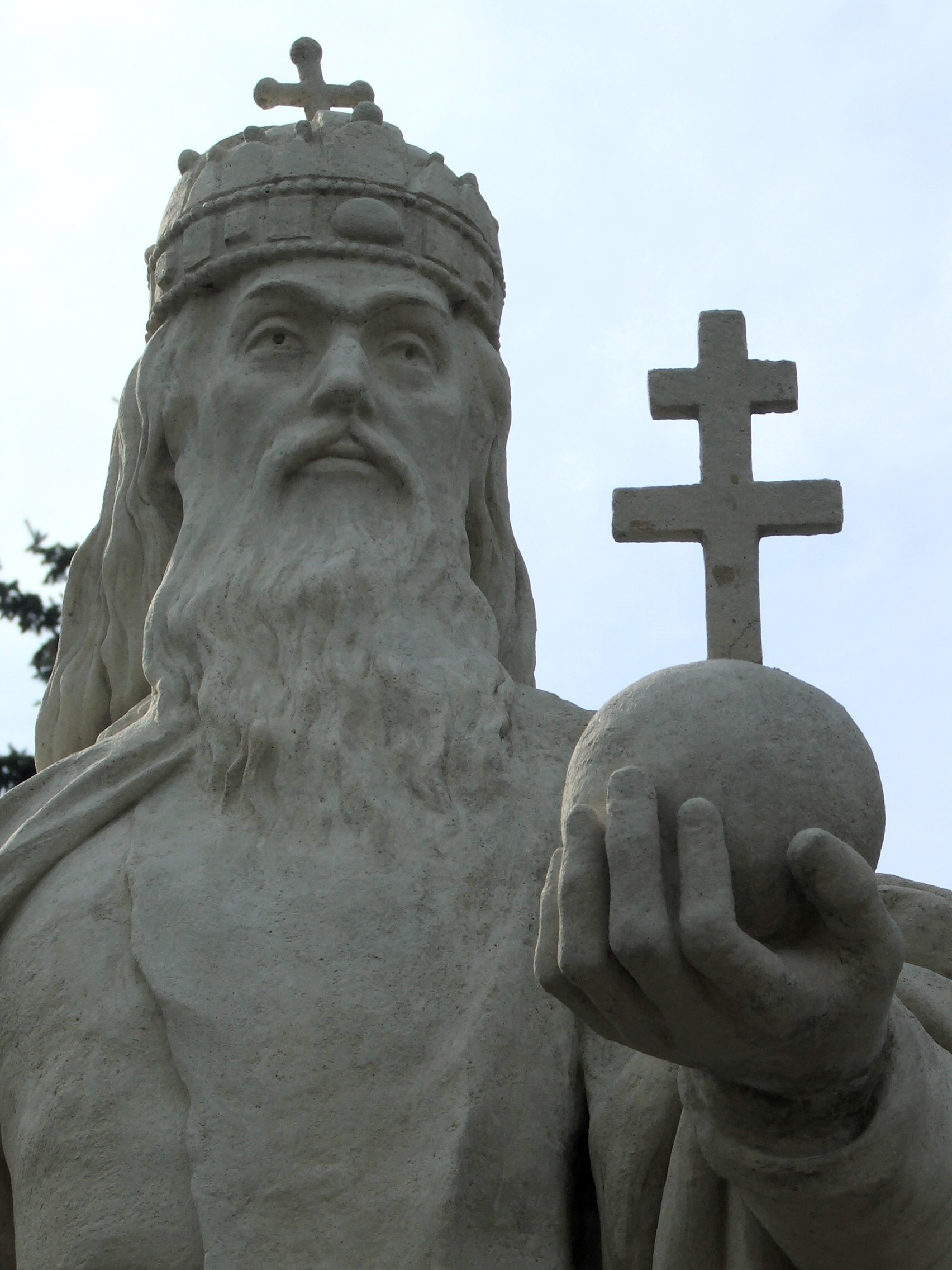
Szt. István a Széchenyi téri Szentháromság-szobron

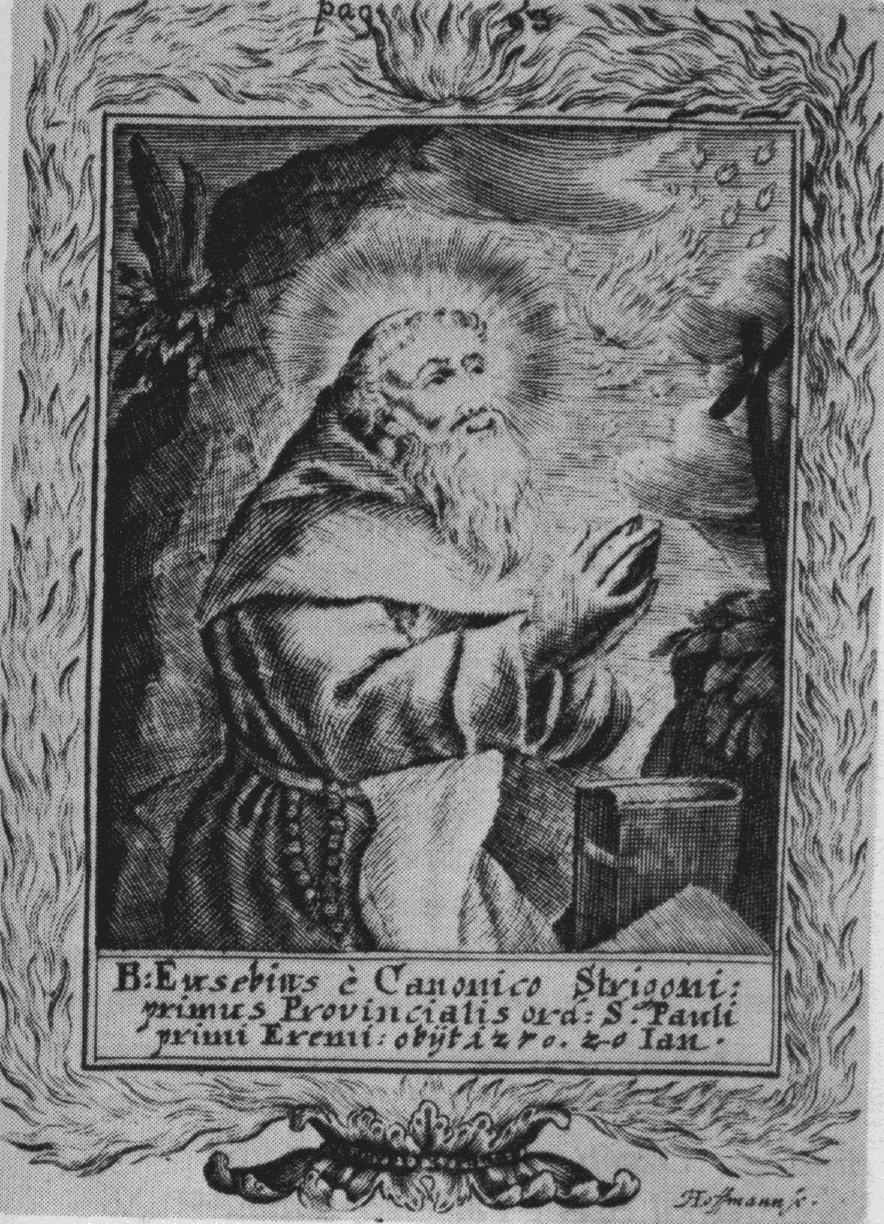
Boldog Özséb

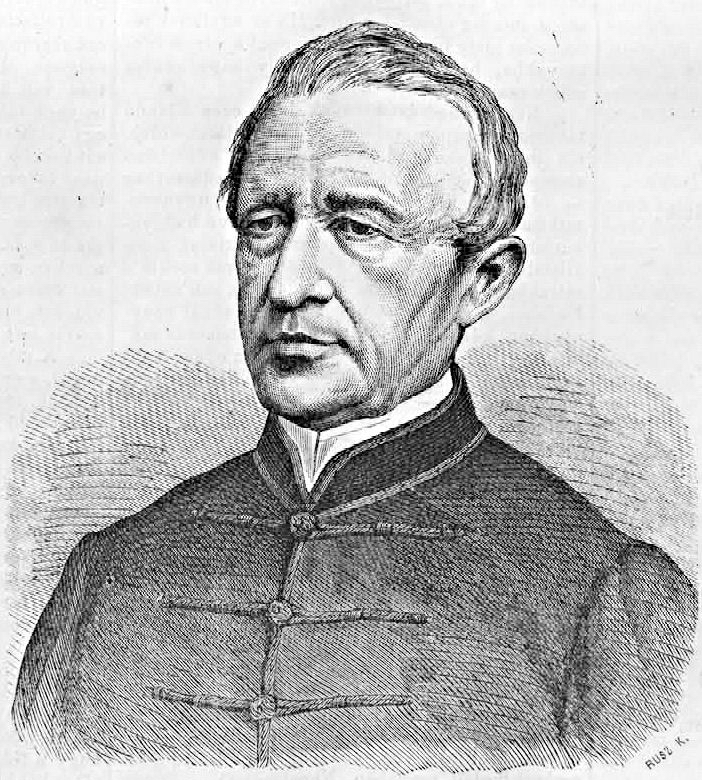
Czuczor Gergely a városban folytatta tanulmányait

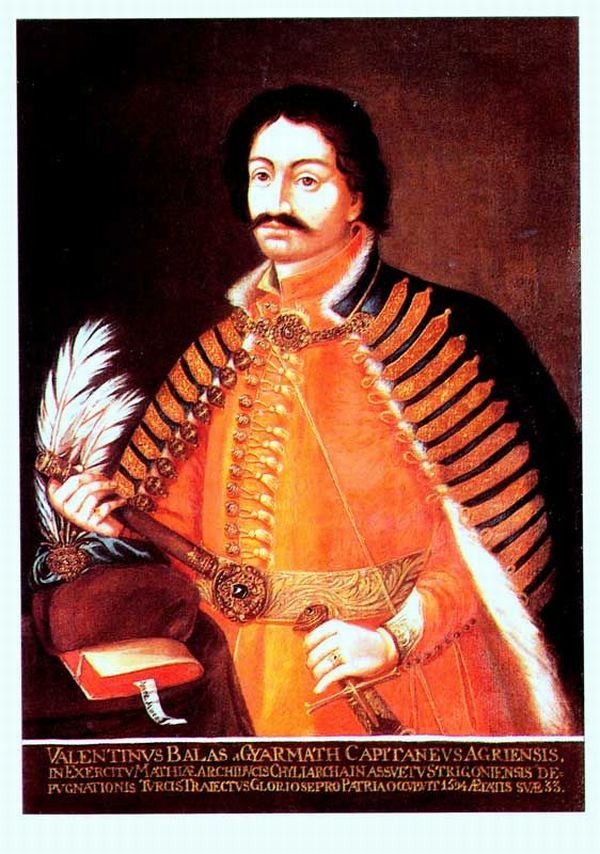
Balassi Bálint a Víziváros ostrománál kapott halálos sebet

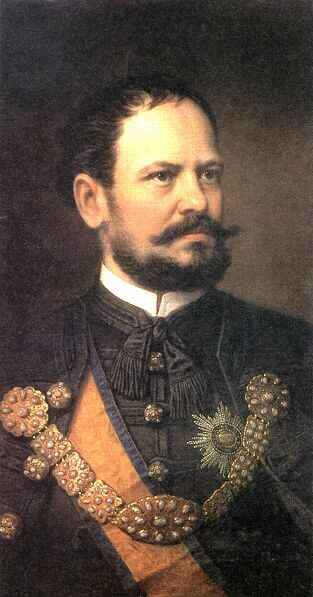
Baross Gábor a bencés gimnázium diákja volt

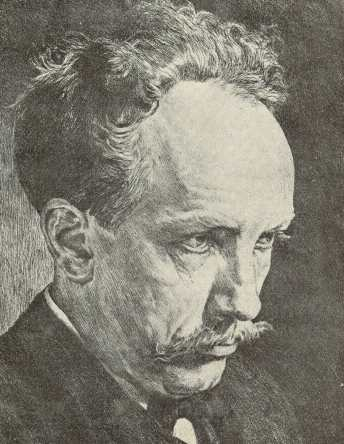
Faragó József, grafikus

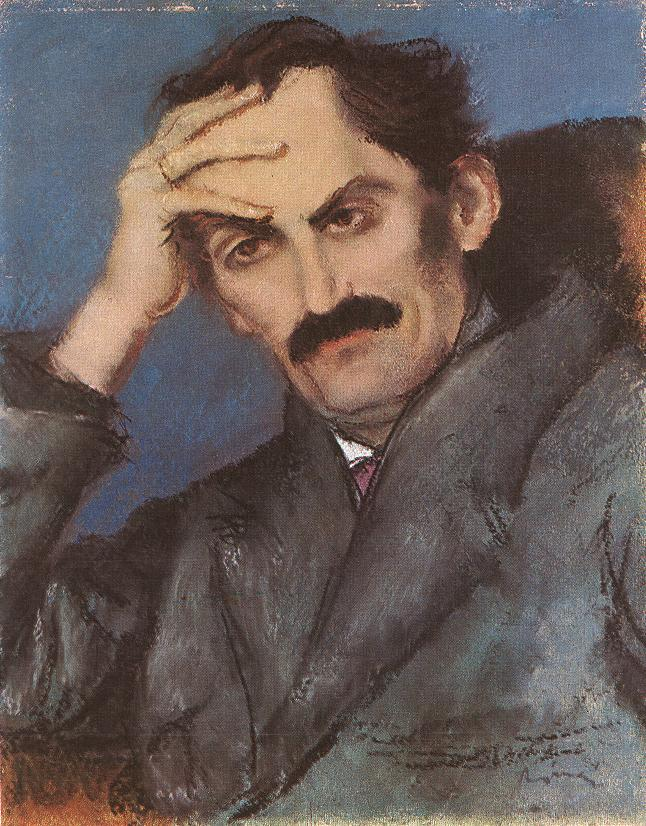
Babits Mihály

- Vajk, azaz Szent István 975-ben. Nevét viseli a Szent István-lépcső, a Szent István-díj, a Szent István tér (Esztergom), a strandfürdő, egy középkori városrész és korábban a Szent István Gimnázium (Esztergom).
- Boldog Özséb 1200 körül, a pálos rend megalapítója
- Boldog Jolán (Esztergom, 1235/39 – Gniezno, 1298. június 11.) magyar hercegnő
- Bottyán János (Vak Bottyán) kuruc tábornok 1643-ban. Kúriája ma a városháza. Nevét utca és híd is őrzi.
- Farkas András vagy humanista nevén Andreas Lupus 16. századi magyar író
- Borovszky Lénárd János (1792. május 21.) benedek rendi áldozópap, főapáti szentszéki ülnök
- Faragó Cyrill (1799) költő, minorita rendi szerzetes
- Bády Valér, ferences rendi szerzetes Szentgyörgymezőn, 1811-ben. 2018-ban utcát neveztek el róla.
- Feichtinger Sándor, botanikus, városi főorvos, iskolaigazgató, királyi tanácsos és képviselő 1817. november 17-én
- Bády Izidor János, benedek rendi tanár, Szentgyörgymezőn 1820. december 27-én
- Rényi György honvédtiszt 1829-ben
- Horváth Géza 48-as honvéd, aki a szabadságharc számos fontos csatájában vett részt, országgyűlési képviselő. Nevét viseli a Horváth Géza sor Szentgyörgymezőn.
- Rudinai Molnár István 1851-ben. A Kertészeti Egyetem jogelődjének igazgatója, európai hírű gyümölcsész, szőlész, borász. Nevét ma utca viseli.
- Földváry István költő, a Petőfi Társaság tagja 1855. június 21-én, és itt is halt meg 1910. január 13-án.
- Kőrösy László, író, irodalomtörténész (1856–1918). Nevét ma kollégium viseli a városban.
- Újlaki Géza író 1857. március 6-án
- Faragó József, grafikus, 1866-ban
- Pázmány Zoltán, jogi- és bölcseleti doktor, jogakadémiai tanár Szentgyörgymezőn, 1869. március 26-án
- Einczinger Ferenc, festőművész 1879. augusztus 5-én és itt is halt meg 1950. április 17-én.
- dr. Kubovich Ignác ügyvéd 1881–1942, a Kubovich-tanya /Gubó-tanya/ egykori tulajdonosa
- dr. Berényi Zsigmond orvos, 1882-ben. A Vízivárosban utcát neveztek el róla.
- Gróh József, jogász, érseki jogtanácsos 1883. március 8-án
- Gróh Gyula, kémikus, oktató 1886-ban
- Munkácsy Kálmán író, újságíró a Pesti Hírlap tudósítója, az Esztergom és Vidéke szerkesztője 1866. július 31-én született Esztergomban, és ugyanitt halt meg 1901. október 18-án
- Révész Béla író, újságíró 1876. február 17-én
- Zsolt Nándor, hegedűművész 1887. május 12-én. Nevét ma zeneiskola őrzi a városban.
- Mattyasovszky Ilona, filmszínésznő 1892. március 31-én
- Bajor Ágost festő, grafikus 1892. szeptember 17-én. Nevét viseli a Bajor Ágost Művelődési ház és Kultúrmozgó
- Vörös Béla, szobrászművész 1899-ben
- Magyarász Imre festőművész 1905-ben
- Városi István író, költő, tanár, műfordító 1905. november 23-án. Itt is halt meg 1978-ban.
- Duka Zólyomi Norbert szlovákiai magyar politikus, orvostörténész 1908. augusztus 10-én
- Környey László, festőművész 1911-ben
- Czimbalmos Szabó Kálmán, festőművész 1914-ben
- Kollányi Ágoston, író, rendező 1913. november 6-án
- Albrecht Elvira fényképész 1920. május 16-án
- Iván József színész, operaénekes 1925. február 24-én
- Kurtág Márta zongoraművész 1927. október 1-jén
- Czuczay József, kovácsművész, 1929-ben
- Palásthy György filmrendező 1931-ben
- Till László úszó, Európa-bajnok 1935. január 31-én
- Pézsa Tibor olimpiai és világbajnok vívó 1935. november 15-én. Nevét a városi sportcsarnok vette fel.
- Horváth György, kovácsművész 1938-ban
- Mártonffy Mária, színésznő 1939-ben
- Székely Ildikó, ötvösművész 1944-ben
- Sipeki Gyula, fotóművész 1945-ben
- Morvay László festőművész 1947-ben
- Kollár István, fotóművész 1950-ben
- Győrössy Ferenc altábornagy, az MH Szárazföldi Parancsnokság parancsnoka 1950. július 14–én
- Kollár György, festőművész (1950–1992)
- Szekeres János, természetfotós 1950-ben
- Horányi László, színész 1951. február 10-én. Az Esztergomi Várszínház művészeti igazgatója, 2006 óta önkormányzati képviselő.
- Rátonyi Gábor, Zugló volt polgármestere, a Fővárosi Közgyűlés tagja 1952. szeptember 11-én
- Várady Eszter író, a Helischer József Városi Könyvtár igazgatója 1953-ban
- Szabó Imre, környezetvédelmi miniszter (2008–) 1953. április 1-jén
- Szendi Gábor, forgatókönyvíró, dramaturg, pszichológus 1954-ben
- dr. Arató Géza pszichiáter, közéleti személyiség 1954. április 22-én
- Kenyeres József, válogatott kézilabdázó, olimpikon 1955. március 2-án
- Tölgyessy Péter, jogász, politikai elemző, 1957. szeptember 15-én
- Mudrák Attila, fotóművész 1958-ban. Máig évente jelenik meg esztergomi fényképeiből naptár.
- Pusztaszeri Kornél, színész 1960. április 20-án, Pumukli, Martin Lawrence és Jackie Chan magyar hangja.
- Zrínyi Miklós hatdanos Kick-box mesteredző, szövetségi kapitány 1960. április 28-án
- Kaposi Tamás, festőművész (1966–1991)
- Kovács Melinda, fotóművész 1969-ben
- Krempf Réka a WIBF kisharmatsúlyú világbajnoka 1976. szeptember 4-én
- Hajnal Tamás (1981. március 15.) magyar labdarúgó, a német Borussia Dortmund játékosa
- Balla András 1945  fotóművész

## Itt tanultak
- Kárpáti Aurél (Cegléd, 1884. december 5. – Budapest, 1963. február 7.) író, kritikus a bencés gimnázium, majd a tanítóképző diákja volt.
- Prohászka Ottokár egyházi író, székesfehérvári püspök, a keresztényszocializmus képviselője, az MTA tagja, aki pályáját is a városban kezdi meg. A belvárosban emléktáblát állítottak neki.
- Az esztergomi Hittudományi Akadémián végzett 1972-ben Harrach Péter.
- A Temesvári Pelbárt Ferences Gimnáziumban érettségizett:
  - Nádas György
  - Kóka János volt gazdasági miniszter
  - ifj. Latabár Kálmán színész
  - Horányi Özséb villamosmérnök, egyetemi tanár.
  - Glattfelder Béla politikus
  - Bubik István színész
- Itt tanult Baross Gábor, a dualizmus korának kiemelkedő gazdaság-és közlekedéspolitikusa 1861 és 1865 között. Az iskola falán emléktáblája van.
- Martsa Alajos, fotóművész (1908- Pozsony – 1979, Esztergom) Esztergomban tanult és dolgozott, nevét utca őrzi a városban.
- Itt tanult és később tanított dr. Erdő Péter bíboros, prímás, esztergomi érsek, az MTA levelező tagja, az Európai Püspöki Konferenciák Tanácsának elnöke.
- A Tanítóképző Főiskolán tanultak
  - György László színész
  - Török Ferenc és
  - Skultéti Róbert filmrendezők.
  - Belicza József fővárosi igazgató-tanító.
- Bodri Ferenc, művészeti író középiskoláit a Szent Imre Gimnáziumban végezte 1942 és 1950 között, majd a városban tanított a hatvanas években.
- Perényi Kálmán (1863–1935) író, költő, alispán. Több lapot alapított Esztergomban.
- Rényi Rezső (1827–1899) író, a bencés gimnázium diákja.
- Erdélyi Ignác (Zsigárd, 1828. február 8. – 1885. augusztus 15.) misszionárius a papneveldében tanult.
- Fischer-Colbrie Ágoston (Zseliz, 1863. október 16. – Kassa, 1925. május 17.) a latin rítusú katolikus egyház kassai püspöke Magyarországon, majd később Csehszlovákiában
- Bubnics Mihály (Pozsonyborostyánkő, 1877. május 22. – Rozsnyó, 1945. február 12.) rozsnyói megyés püspök
- Csárszky József (Egbell, 1886. május 9. – Kassa, 1962. március 11.) a latin rítusú katolikus egyház püspöke Csehszlovákiában
- Haynald Lajos (Szécsény, 1816. október 3. – Kalocsa, 1891. július 4.) teológiai doktor, bibornok-érsek, erdélyi katolikus püspök
- A papneveldében
  - Bedeő Pál egyházi író, katolikus plébános
  - Belus Ferenc Jezsuita rendi szerzetes
  - Burián Pál (Balassagyarmat, 1790. január 19.–Kolozsvár, 1860. október 12.) antikvárius
  - Caban András (Czaban András) (Szelcse, december 7. – Komjáti, 1860. május 2.) plébános
  - Ürge Ignác (Zsigárd, 1840. október 14. – Kína, 1898) lazarista szerzetes és hittérítő Kínában
- Böjte Csaba ferences rendi szerzetes, a Dévai Szent Ferenc Alapítvány alapítója.
- Bozóky Mihály (Kicsind, 1755–1839) kántor, jegyző
- Cherny József (Szakolca, 1812. január 28. – Budapest, 1886. augusztus 12.) jogász, egyetemi tanár, benedek rendi szerzetes
- Cseh János (Ecséd, 1803. március 20. – Eger, 1885. július 27.) katolikus pap
- Hernádi Zsolt, a MOL elnök-vezérigazgatója 1960-ban

## Itt éltek, élnek vagy dolgoznak
- Marcus Aurelius 170 környékén Elmélkedésinek 12. fejezetét Solvában írta.
- A Nibelung-ének szerint Attila, hun uralkodó Esztergomban (németül Gran) tartózkodott.[1][2]
- Géza fejedelem. Nevét szakiskola vette fel
- Bajóti Simon, spanyol származású ispán, várkapitány, aki Esztergom várát védte 1242-ben a tatárok ellen.
- A mai Siszler út környékéről (egykori Újfalu) indult keleti útjára Julianus barát.[3] Utcát neveztek el róla.
- Regiomontanus, matematikus, csillagász, asztrológus Vitéz János meghívására érkezett Esztergomba 1467-ben. Nevét utca viseli.
- Itt élt Bakócz Tamás esztergomi érsek, hercegprímás, az egyetlen magyar bíboros, aki eddig pápaválasztáson szavazatokat kapott.
- Rozetti Lázár, Bakócz Tamás titkára, aki Magyarország első nyomtatott térképét, a Tabula Hungariae-t készítette 1528-ban.[3]
- Aragóniai Beatrix, I. Mátyás halála után Esztergomban rendezte be udvarát.[4]
- Nagy Máté, várkapitány. Részt vett 1526-ban a Mohácsi-csatában, ahonnan élve megmenekült, maradék katonáival hazasietett és azonnal megszervezte Esztergom védelmét. A várat sikerrel megvédelmezte a törökök ellen.
- Vitéz János bíboros, esztergomi érsek, Hunyadi László és Hunyadi Mátyás nevelője. Nevét viseli a Pázmány Egyetem esztergomi kara
- Itt halt meg 1594. május 30-án Balassi Bálint, költő. Nevét viseli egy múzeum, egy általános iskola, és a Balassa Bálint Társaság.
- Claudio Monteverdi itáliai zeneszerző 1595-ben jelen volt Esztergom ostrománál a mantovai herceg kíséretében. Nevét egy kórus és egy utca is őrzi.[3]
- Besze János (Szendrő, 1811 – Arad, 1892), liberális politikus, az országgyűlés tagja 1848 és 1861 között Esztergomban folytatott ügyvédi gyakorlatot. Nevét ma utca viseli.
- Itt halt meg 1847. április 5-én Rumy Károly György történész, író, polihisztor.
- Kollányi Ferenc (1863–1933) egyháztörténész, az MTA tagja Esztergomban tanult, 1880-tól vízivárosi, 1890-től 1893-ig belvárosi segédlelkész volt. Értékesek az esztergomi érsekség történetére vonatkozó közleményei.
- Babits Mihály és Török Sophie. Nyaralójuk ma múzeumként működik. Sokáig Babits nevét viselte a városi könyvtár, ma általános iskola van róla elnevezve.
- Mátéffy Viktor prépost, pápai prelátus a 20. század első felében mintegy 20 éven át volt plébános Esztergomban, közel ugyanennyi ideig volt az esztergomi választókerület országgyűlési képviselője és a város gazdasági életének egyik vezető személyisége.
- Baróti István orgonaművész, tanár 1975 óta a főszékesegyház orgonistája.
- Nemere István író 1972-től.
- Itt alapított repülőgépgyárat idősebb Rubik Ernő repülőmérnök.
- Nyugdíjazásától itt élt Paskai László bíboros.
- Andráskó István, festőművész 1951 óta
- Barcsai Tibor festőművész, 1967 óta
- Bárdos Annamária, keramikusművész
- Fehér Gyula pápai prelátus, esztergomi nagyprépost, felsőházi tag 1885-től haláláig nagyrészt a városban élt
- Havas Sándor iparművész
- Kántor János festőművész
- Kaposi Antal festőművész 1959-től haláláig Esztergomban élt és dolgozott.
- Kaposi Endre festőművész 1959-től
- Kocsisné Gerencsér Anna, festőművész, a Vitéz János Főiskola tanára (Kolozsvár, 1911–)
- Kovács József (Kúttej, 1931–), fafaragó
- Pirchala Imre (Nyitrapereszlény, 1904–) festőművész 1945-ig a városban dolgozott
- Prunkl János (Tokod, 1939–) festőművész 1964 óta
- Süttő Ferenc (Érsekújvár, 1941–) keramikusművész
- Szabó István, (1927, Földeák –) festőművész a 70-es évek óta
- Tamási Péter, festőművész
- Varga Dezső, a Keresztény Múzeum restaurátora
- Végvári I. János, festőművész 1959 óta
- Vincze László (Szamoskér, 1934–), festőművész 1960 óta
- Beszédes Sándor, fényképész 1868–1889-ig Esztergomban dolgozott
- Vigovszky István (Kolozsvár, 1930–), fotóművész 1952 óta
- Dévényi Iván (Cegléd, 1929 – Esztergom, 1977), művészeti író 1951-től
- Lepold Antal (Szentfülöp, 1880 – Bécs, 1971), író, Esztergom történetének kutatója
- Mucsi András (Szentes, 1929–) művészettörténész, a Keresztény Múzeum tudományos munkatársa
- Bányai Kornél (Újbánya, 1897. augusztus 26. – Homok, 1934. augusztus 31.), költő. 1927-ben a Forrás antológiának szerkesztője, az Esztergom-tábori polgári iskola tanára. 2007-ben emléktáblát állítottak neki a városrészen.[5]
- Berda József (Budapest, 1902. február 1. – Budapest, 1966. július 6.), költő több műve született esztergomi tartózkodásai alatt.
- Czuczor Gergely (Andód, 1800. december 17. – Pest, 1866. szeptember 9.), költő, nyelvtudós Esztergomban tanult. Nevét utca viseli.
- Csepreghy Ferenc (Szálka, 1842. augusztus 15. – Göbersdorf, 1880. február 6.), író, drámaíró. Tanulmányait is Esztergomban végezte
- Csoóri Sándor (Zámoly, 1930–) költő, esszéíró, prózaíró a 70-es évektől gyakran tartózkodott Esztergomban, ahol több írása is született.
- Féja Géza (Szentjánospuszta, 1900. december 19. – Budapest, 1978. augusztus 14.) író, publicista, szociográfus, az esztergomi Fiúnevelő Intézet igazgatóhelyettese. Nevét viseli a Féja Géza Közösségi ház Esztergom-Kertvárosban
- Jókai Mór többször megfordult Esztergomban. Itt született A tengerszemű hölgy és a Százszorszépek.
- Majer István (Mocsonok, 1813. augusztus 8. – Esztergom, 1893. november 21.) író, főpap, érseki helynök, a tanítóképző első igazgatója. Nevét viseli az egykori tanítóképző, ma egyetemi kar utcája.
- Maszlaghy Ferenc (Budapest, 1839. november 14. – Esztergom, 1917. április 21.) író, főpap, Esztergomban líceumi tanár
- Németh László (Nagybánya, 1901. április 18. – Budapest, 1975. március 3.) író a 30-as években Sátorkőpusztán töltött el sok időt apósa birtokán.
- Nulassy Antal Ignác (Székesfehérvár, 1820. január 19. – Bakonybél, 1900. szeptember 18.) költő a bencés gimnáziumban tanított.
- Onagy Zoltán (Budapest, 1952–) író ma is Esztergomban él és dolgozik
- Temesvári Pelbárt író, hitszónok. Nevét viseli az esztergomi ferences gimnázium.
- Packh János építész, a magyar klasszicizmus kiemelkedő alakja, a főszékesegyház főépítésze 1839. október 9-én gyilkosság áldozata lett Kossuth Lajos utcai lakásán.
- Hild József építész a bazilika építését fejezte be. Nevéhez fűződik a Főszékesegyházi Könyvtár, az Ószeminárium, a Deák Ferenc utca 2 alatti levéltári épület és a Takarékpénztári palota épülete. Nevét egy utca őrzi a Bánomban.
- Rogerius mester (? – Spalato, 1266. április 14.) apuliai származású krónikairó, váradi kanonok, aki részletes leírást adott a korabeli királyi városról.
- Kiss Ferenc, olimpikon[6]
- Szendrey-Karper László, gitárművész, itt alapított nemzetközi gitárfesztivált 1973-ban.
- Gózon Gyula, színész.
- Prokopp Mária művészettörténész 1957-ben érettségizett a városban, és máig ott dolgozik.
- Meszlényi Zoltán Lajos (Hatvan, 1892. január 2. – Kistarcsa, 1953. január 11.) püspök a bencés gimnázium diákja volt.
- Fórián István gépészmérnök a Magyar Suzuki Zrt. egykori vezérigazgató-helyettese
- Szállási Árpád – orvos, orvostörténész itt hunyt el 2012. július 9-én.